# D.J. Newbill
Devonte Jerrell Newbill, detto D.J. (Filadelfia, 22 maggio 1992), è un cestista statunitense.

## Palmarès
- Campionato belga: 1

Ostenda: 2016-17
- Coppa del Belgio: 1

Ostenda: 2017